# An Education
An Education er en britisk dramafilm fra 2009 instrueret af danske Lone Scherfig og med manuskript af Nick Hornby. Filmen er baseret på erindringerne af samme navn af Lynn Barber og har Carey Mulligan og Peter Sarsgaard i hovedrollerne. Desuden medvirker Emma Thompson, Dominic Cooper og Rosamund Pike.
Filmen er nomineret til tre Oscars i 2010, herunder den prestigefyldte Oscar for bedste film.

## Handling
Jenny (Carey Mulligan) er en engelsk pige, går på kostskole, får de bedste karakterer, har en krævende far og stille mor, spiller cello, og er besat af tanken om Frankrig og Paris. En dag møder hun en mand (David/Peter Sarsgaard), der tilbyder hendes cello et lift hjem i regnvejret. De udvikler et venskab og hun forelsker sig i ham. Han charmerer hendes forældre, og får lov til at tage hende med til blandt andet Paris. Hun finder ud af at han lever af at være kriminel, med sin ven Danny (Dominic Cooper) og hans kæreste Helen (Rosamund Pike). Hun vælger dog at blive sammen med ham, og han viser hende flere og spændende ting. David frier til Jenny efter de har været sammen i noget tid. Hun bliver forbløffet og siger straks ja, og vælger at droppe ud af skolen, for at leve et sjovere liv. Hun omtaler skolen som et sted hvor man skal kede sig og kede sig, til man endelig er færdig og skal på arbejde og kede sig og kede sig igen. Hun finder dog ud af David's hemmelighed en dag hun skal med ham og forældrene i byen.

## Medvirkende
- Carey Mulligan som Jenny Miller
- Peter Sarsgaard som David Goldman
- Dominic Cooper som Danny
- Rosamund Pike som Helen
- Emma Thompson som Ms. Walters
- Olivia Williams som Miss Stubbs
- Alfred Molina som Jack Miller
- Cara Seymour som Marjorie Miller
- Sally Hawkins som Sarah
- Amanda Fairbank Hynes som Hattie
- Ellie Kendrick som Tina

## Modtagelse
Filmen har fået en god modtagelse af anmelderne og holder på Rotten Tomatoes en friskhedsrating på 92% og på Metacritic 83%.

### Priser og nomineringer
- Sundance Film Festival (uddelt 2009)
  - Publikumsprisen for bedste film, vandt
  - Prisen for bedste fotografering (John de Borman), vandt

- Oscar (2010, nomineringer)
  - Oscar for bedste film
  - Oscar for bedste kvindelige hovedrolle (Carey Mulligan)
  - Oscar for bedste filmatisering